# Revolta de Berenguer Oller
La revolta de Berenguer Oller va ésser una revolta dels menestrals de Barcelona esdevinguda el mes de març de l'any 1285.
Fou la revolta dels artesans pobres contra el patriciat, motivada per l'endeutament dels pobres en benefici d'eclesiàstics i de jueus, per un any de males collites i per l'augment dels impostos i dels preus, a causa de la guerra entre Pere II i França, la Croada contra la Corona d'Aragó.
Berenguer Oller i set revoltats més foren penjats i arrossegats per la ciutat.